# Morti nel 1473
| Questa pagina contiene informazioni ricavate automaticamente dalle voci biografiche con l'ausilio del template Bio e di un bot. L'aggiornamento è periodico e automatico e ricostruisce completamente la pagina. Se manca una persona in questa lista, sei pregato di non aggiungerla, ma accertati piuttosto che la sua voce biografica contenga il template Bio e che i dati anagrafici siano correttamente compilati. Se il template Bio manca, inseriscilo tu stesso o, in alternativa, metti l'avviso {{tmp\|Bio}} che ne segnala la mancanza. Se i dati riportati sono sbagliati, correggi direttamente la voce biografica; le modifiche saranno visibili in questa lista entro pochi giorni. Per chiarimenti vedi il progetto biografie. La lista contiene solo le 44 persone che sono citate nell'enciclopedia e per le quali è stato implementato correttamente il template Bio. Pagina aggiornata al 2 mag 2025. |

- 22 gennaio - Ataullah Muhammad Shah I di Kedah, sovrano malese
- 20 febbraio - Otón de Montcada y de Luna, cardinale e vescovo cattolico spagnolo (n. 1390)
- 23 febbraio - Arnoldo di Egmond, nobile olandese (n. 1410)
- 6 marzo - Giovanni V d'Armagnac, nobile francese (n. 1420)
- 10 marzo - Luca Pitti, banchiere italiano (n. 1395)
- 25 marzo - Jean II de Croÿ, nobile belga
- 3 aprile - Alessandro Sforza, condottiero italiano (n. 1409)
- 15 aprile - Yamana Sōzen, militare giapponese (n. 1404)
- 8 maggio - John Stafford, I conte di Wiltshire, nobile inglese (n. 1427)
- 11 giugno - Nikolaus Gerhaert, scultore olandese (n. 1420)
- 14 giugno - Zaffira Manfredi, nobildonna (n. 1449)
- 28 giugno - Pietro d'Amboise, nobile francese (n. 1408)
- 28 giugno - John Talbot, III conte di Shrewsbury, militare inglese (n. 1448)
- 17 luglio - Scipione Damiano, vescovo cattolico italiano
- 18 luglio - Giovanni de' Diotisalvi, arcivescovo cattolico italiano
- 18 luglio - Prisciano Prisciani, funzionario italiano (n. 1413)
- 25 luglio - Maria d'Armagnac, nobildonna francese
- 27 luglio - Nicola I di Lorena, duca francese (n. 1448)
- 28 luglio - Nicolò Tron, doge (n. 1399)
- 16 ottobre - Reinoud II van Brederode, nobile e militare olandese (n. 1415)
- 30 ottobre - Donato Bragadin, pittore italiano
- 7 novembre - Elena Paleologa, principessa bizantina (n. 1431)
- 24 novembre - Jean Jouffroy, abate, vescovo cattolico e cardinale francese
- 1º dicembre - Pietro Trivulzio, politico italiano
- 7 dicembre - Enrico il Pacifico di Brunswick-Lüneburg, duca (n. 1411)
- 21 dicembre - Niccolò Forteguerri, cardinale e vescovo cattolico italiano (n. 1419)
- 23 dicembre - Fadrique Enríquez de Mendoza, ammiraglio spagnolo (n. 1399)
- 24 dicembre - Giovanni da Kęty, presbitero, fisico e teologo polacco (n. 1390)
- Bartolomeo Placido di Recanati, presbitero italiano
- Gottardo Calderari Pomo, vescovo cattolico italiano
- Filippo I, arcivescovo ortodosso russo
- Galasso Galassi, pittore italiano
- Giovanni Gallico da Namur, teorico musicale francese
- Gennadio II di Costantinopoli, arcivescovo ortodosso e teologo bizantino (n. 1405)
- Biagio Ghilini, monaco cristiano e abate italiano
- Giacomo II di Cipro, sovrano cipriota
- Johann Wolthus von Herse
- Hosokawa Katsumoto, militare giapponese (n. 1430)
- Moquihuix, sovrano azteco
- Sigismondo Polcastro, medico italiano (n. 1384)
- Jan di Rabštein, scrittore e presbitero boemo (n. 1437)
- John Treloff, compositore inglese
- Xilomantzin, sovrano
- Contessina de' Bardi, sovrana italiana (n. 1390)